# Salva Guardia
Die Salva Guardia (von ital. salvaguardia für Schutz, Bewahrung und guardia für Wache, Wächter) war ein Schutz- und Geleitbrief, der ursprünglich vom Kaiser des Heiligen Römischen Reiches verliehen wurde.
Die einfachsten Formen der Salva Guardia waren ein Geleitbrief, der es Kaufleuten und Botschaftern ermöglichen sollte,  gefahrlos über Grenz- oder auch Frontlinien zu gelangen, und ein Schutzbrief, der den Angriff auf Gebäude und Siedlungen untersagte. Eine Zuwiderhandlung wurde mit Strafe und kaiserlicher Ungnade bedroht. Seit dem Dreißigjährigen Krieg bis Anfang des 20. Jahrhunderts wurden auch von einem Kommandeur genehmigte Passierscheine und abgestellte Schutzwachen als Salvaguardia oder französisch Sauvegarde bezeichnet.

Salvaguardia-Schild der Kaiserlichen Reichspost um 1770

Mit dem Schwarzer Adler-Privilegium oder Salva Guardia-Privilegium wurden Personen, Familien und Körperschaften erblich bzw. dauerhaft unter den Schutz des Kaisers und des Reiches gestellt. Der Begriff Schwarzer Adler-Privilegium beschreibt bildlich das Recht, den kaiserlichen Adler oder ein entsprechendes Wappen auf dem eigenen Land und Besitz anzuschlagen, um nach außen die Protektion und die Vorrechte anzuzeigen. Diese bestanden aus einer Einquartierungsfreiheit, Schutz vor Einkerkerung und besonderen Rechten bei Zöllen, Steuern und der Gerichtsbarkeit.
Neben der Salva Guardia wurden bei Nobilitationen weitere ähnliche Privilegien verliehen:
- Schutz und Schirm
- Freiheit vor fremden Gerichten[5]

Bekannteste Beispiele für diese Privilegien waren der Kaisersteinbruch mit einzelnen Meistern, für Körperschaften die Kaiserliche Reichspost und als Familie das Geschlecht Thurn und Taxis.